# Kaskawulsh River
Der Kaskawulsh River ist der rechte Quellfluss des Alsek River im kanadischen Yukon-Territorium.
Der Kaskawulsh River ist ein 62 km langer Gletscherfluss, der vom Kaskawulsh-Gletscher auf einer Höhe von etwa 1000 m gespeist wird und von diesem nach Osten abfließt. Seit Mai 2016 teilte sich der auf einer Wasserscheide liegende Gletscherabfluss nicht mehr auf den Kaskawulsh und den Slims River auf, sondern hauptsächlich auf den Kaskawulsh. Er nimmt auf seinem Weg in Richtung Ostsüdost die Nebenflüsse Disappointment River, Jarvis River und Dusty River auf. Er trifft etwa 20 km südwestlich von Haines Junction auf 545 m Höhe auf den Dezadeash River, mit welchem er den Alsek River bildet.